# Rouvray-Saint-Denis
Pour les articles homonymes, voir Rouvray et Saint-Denis.
Rouvray-Saint-Denis est une ancienne commune française située dans le département d'Eure-et-Loir, en région Centre-Val de Loire, intégrée le 1er janvier 2025 dans la commune nouvelle de Neuville Saint Denis.

## Géographie

### Situation
La commune est située à l'est du département d'Eure-et-Loir, à la limite du département du Loiret, qui appartient également à la région Centre-Val de Loire, et du département de l'Essonne, région Île-de-France, sur la ligne de partage des eaux entre les bassins de la Seine et de la Loire.
Le territoire de la commune est traversé à l'est par l'ancienne route nationale 20 (aujourd'hui D 2020) et la ligne de chemin de fer Paris - Orléans.

Situation géographique
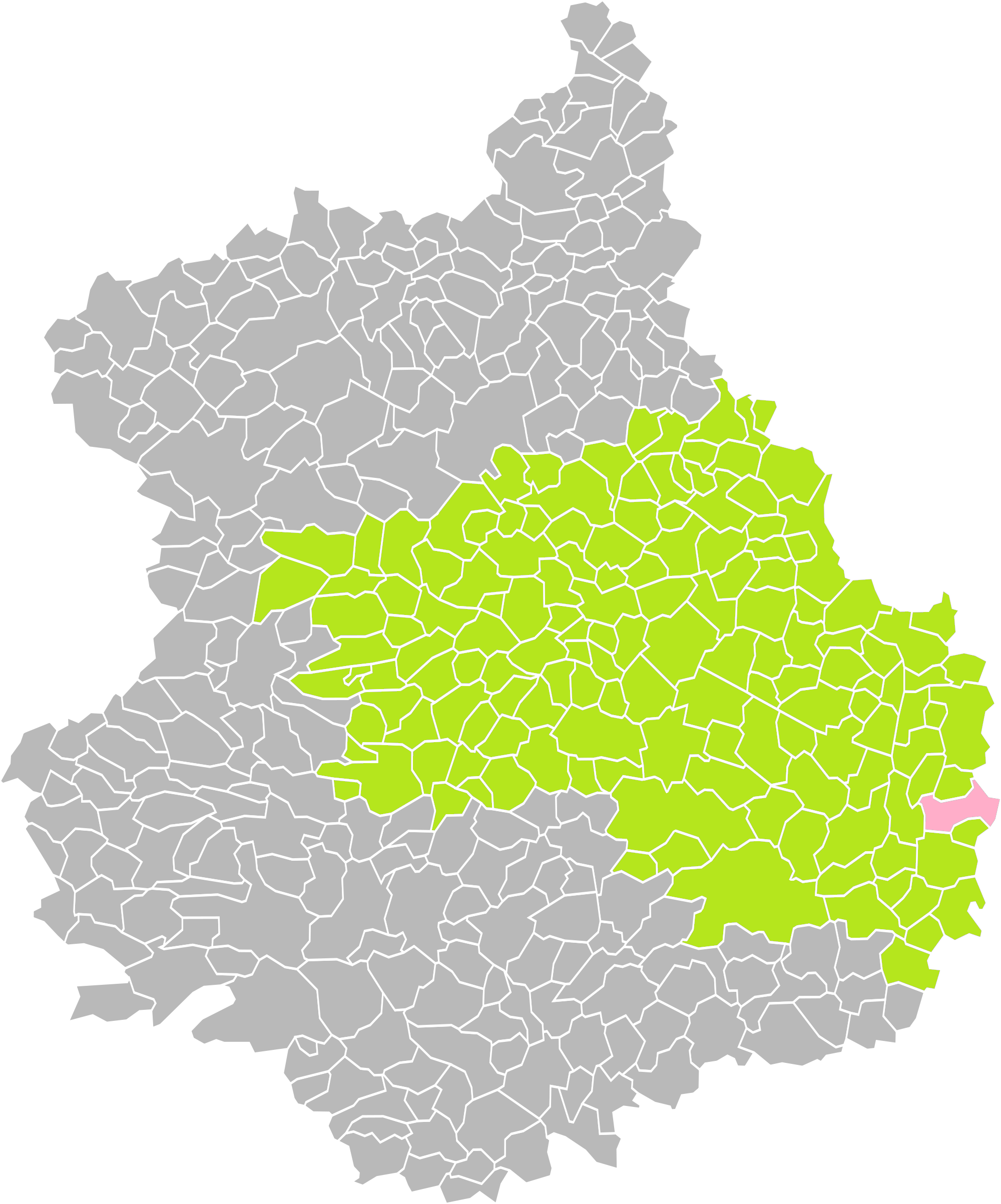
Rouvray-Saint-Denis dans son arrondissement.
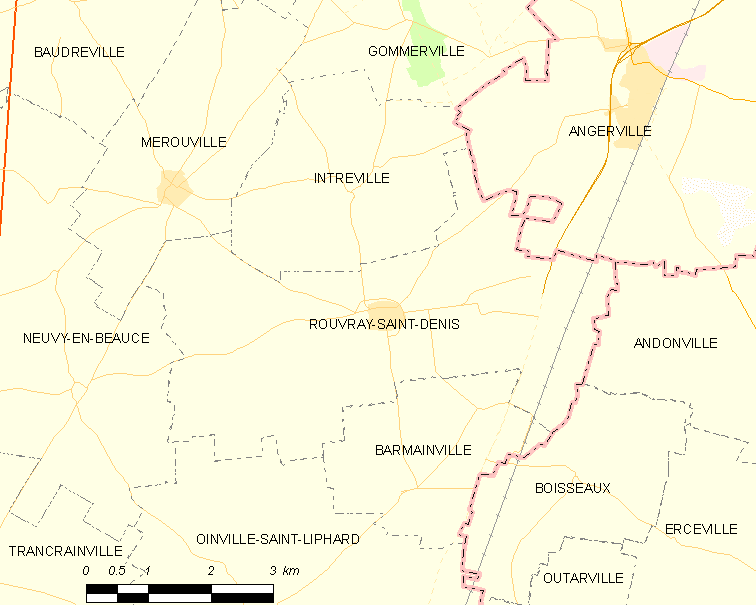
Carte de la commune de Rouvray-Saint-Denis.

### Communes, départements et région limitrophes
| Mérouville             | Intréville          | Angerville (Essonne, Île-de-France)      |
| Neuvy-en-Beauce        | Rouvray-Saint-Denis | Andonville (Loiret, Centre-Val de Loire) |
| Oinville-Saint-Liphard | Barmainville        | Boisseaux (Loiret, Centre-Val de Loire)  |

### Lieux-dits et écarts
- Rouvray-Saint-Denis : bourg principal qui a donné son nom à la commune, situé au centre de celle-ci ;
- Arbouville : hameau situé à l'est de la commune ;
- Cérès : ferme isolée construite en 1944, située au nord-est de la commune et à 50 mètres au sud de l'ancienne ferme de Gondainville disparue au XIXe siècle ;
- Le Chemin des Postes : ferme isolée construite en 1970, située à l'est et limitrophe de la commune d'Andonville.
- Le Moulin : ferme isolée située à l'ouest de la commune ;
- Villaine : ferme isolée située à l'ouest de la commune ;
- Le Luxembourg : ferme isolée située au nord-est de la commune ;
- Les Fontenelles : ferme isolée a l'ouest de la commune sur la route de Mérouville.

### Climat
Pour des articles plus généraux, voir Climat du Centre-Val de Loire et Climat d'Eure-et-Loir.
En 2010, le climat de la commune est de type climat océanique dégradé des plaines du Centre et du Nord, selon une étude du CNRS s'appuyant sur une série de données couvrant la période 1971-2000. En 2020, Météo-France publie une typologie des climats de la France métropolitaine dans laquelle la commune est exposée à un climat océanique altéré et est dans la région climatique  Sud-ouest du bassin Parisien, caractérisée par une faible pluviométrie, notamment au printemps (120 à 150 mm) et un hiver froid (3,5 °C). 
Pour la période 1971-2000, la température annuelle moyenne est de 10,8 °C, avec une amplitude thermique annuelle de 15 °C. Le cumul annuel moyen de précipitations est de 634 mm, avec 10,6 jours de précipitations en janvier et 7,7 jours en juillet. Pour la période 1991-2020, la température moyenne annuelle observée sur la station météorologique de Météo-France la plus proche, « Louville », sur la commune de Louville-la-Chenard à 13 km à vol d'oiseau, est de 11,5 °C et le cumul annuel moyen de précipitations est de 625,8 mm,. Pour l'avenir, les paramètres climatiques de la commune estimés pour 2050 selon différents scénarios d'émission de gaz à effet de serre sont consultables sur un site dédié publié par Météo-France en novembre 2022.

## Urbanisme

### Typologie
Au 1er janvier 2024, Rouvray-Saint-Denis est catégorisée commune rurale à habitat dispersé, selon la nouvelle grille communale de densité à 7 niveaux définie par l'Insee en 2022.
Elle est située hors unité urbaine. Par ailleurs la commune fait partie de l'aire d'attraction de Paris, dont elle est une commune de la couronne,. 

### Occupation des sols
L'occupation des sols de la commune, telle qu'elle ressort de la base de données européenne d’occupation biophysique des sols Corine Land Cover (CLC), est marquée par l'importance des territoires agricoles (97,1 % en 2018), en diminution par rapport à 1990 (98,7 %). La répartition détaillée en 2018 est la suivante : 
terres arables (97,1 %), zones urbanisées (2,9 %). L'évolution de l’occupation des sols de la commune et de ses infrastructures peut être observée sur les différentes représentations cartographiques du territoire : la carte de Cassini (XVIIIe siècle), la carte d'état-major (1820-1866) et les cartes ou photos aériennes de l'IGN pour la période actuelle (1950 à aujourd'hui).

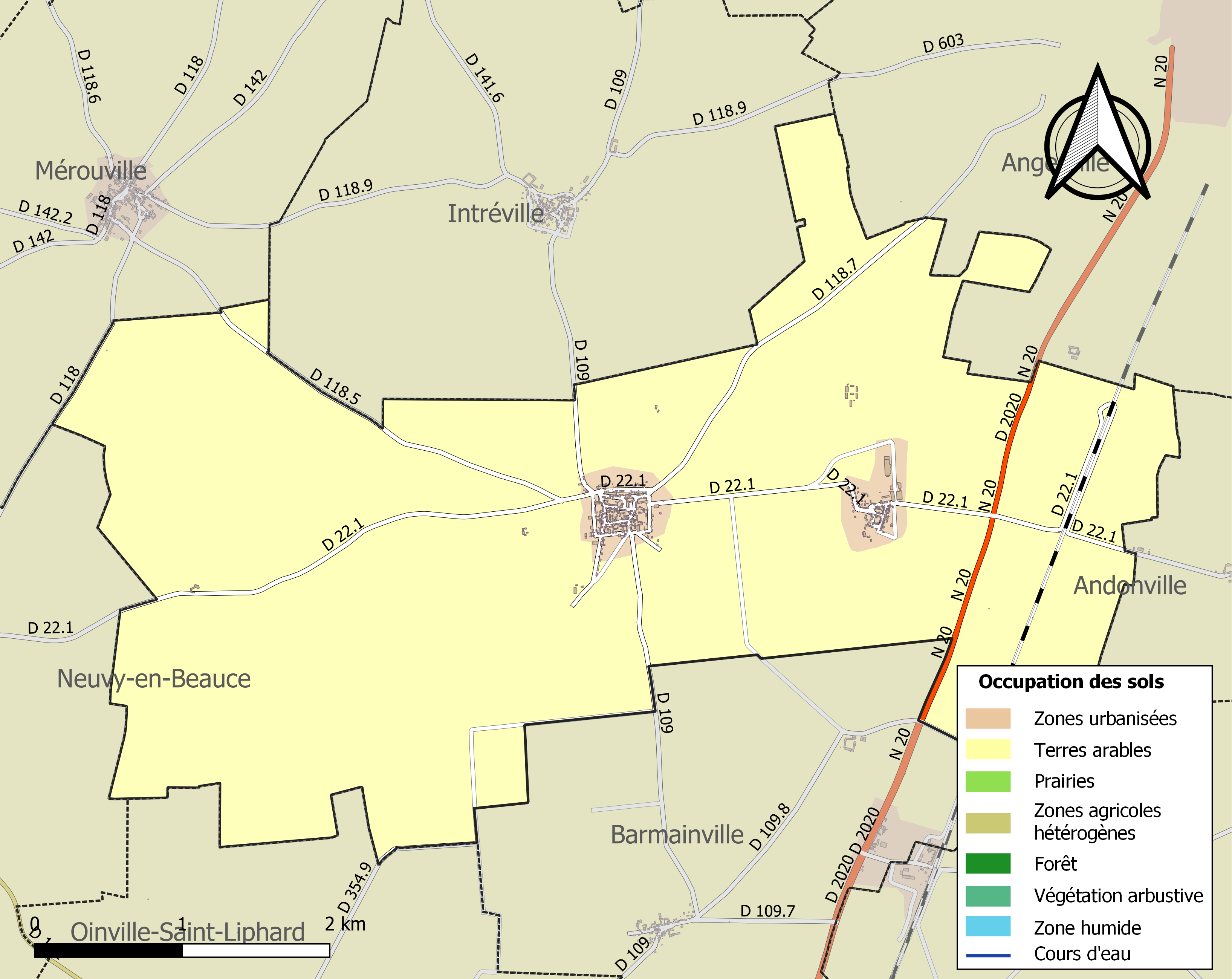
Carte des infrastructures et de l'occupation des sols de la commune en 2018 (CLC).

### Risques majeurs
Le territoire de la commune de Rouvray-Saint-Denis est vulnérable à différents aléas naturels : météorologiques (tempête, orage, neige, grand froid, canicule ou sécheresse), inondations, mouvements de terrains et séisme (sismicité très faible). Il est également exposé à un risque technologique, le transport de matières dangereuses. Un site publié par le BRGM permet d'évaluer simplement et rapidement les risques d'un bien localisé soit par son adresse soit par le numéro de sa parcelle.

#### Risques naturels
Certaines parties du territoire communal sont susceptibles d’être affectées par le risque d’inondation par débordement de cours d'eau, notamment la Voise. La commune a été reconnue en état de catastrophe naturelle au titre des dommages causés par les inondations et coulées de boue survenues en 1999,.

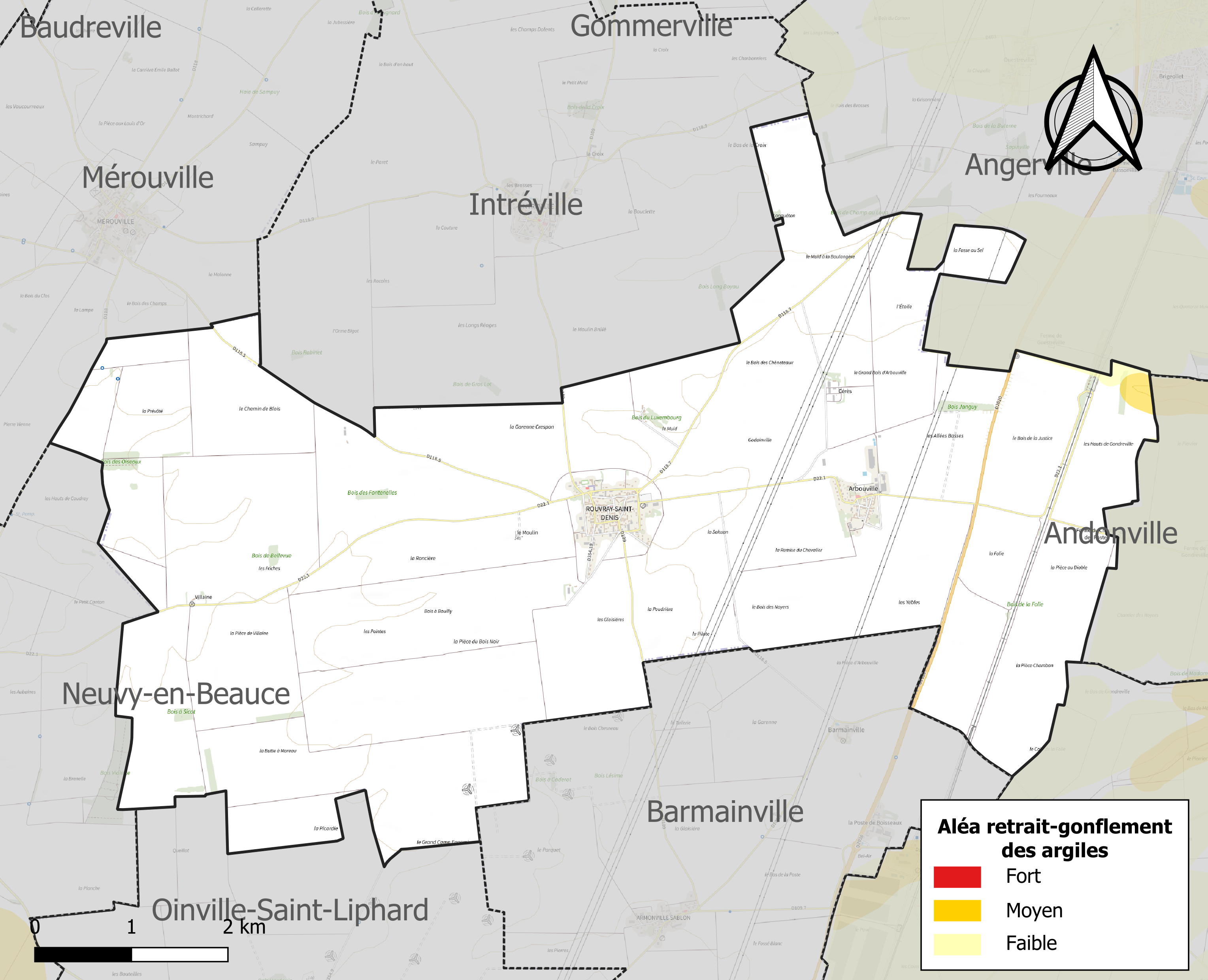
Carte des zones d'aléa retrait-gonflement des sols argileux de Rouvray-Saint-Denis.

Les mouvements de terrains susceptibles de se produire sur la commune sont des affaissements et effondrements liés aux cavités souterraines. L'inventaire national des cavités souterraines permet de localiser celles situées sur la commune.
Le retrait-gonflement des sols argileux est susceptible d'engendrer des dommages importants aux bâtiments en cas d’alternance de périodes de sécheresse et de pluie. 0,3 % de la superficie communale est en aléa moyen ou fort (52,8 % au niveau départemental et 48,5 % au niveau national). Sur les 196 bâtiments dénombrés sur la commune en 2019, 0 sont en aléa moyen ou fort, soit 0 %, à comparer aux 70 % au niveau départemental et 54 % au niveau national. Une cartographie de l'exposition du territoire national au retrait gonflement des sols argileux est disponible sur le site du BRGM,.
Concernant les mouvements de terrains, la commune a été reconnue en état de catastrophe naturelle au titre des dommages causés par des mouvements de terrain en 1999.

#### Risques technologiques
Le risque de transport de matières dangereuses sur la commune est lié à sa traversée par des infrastructures routières ou ferroviaires importantes ou la présence d'une canalisation de transport d'hydrocarbures. Un accident se produisant sur de telles infrastructures est en effet susceptible d’avoir des effets graves au bâti ou aux personnes jusqu’à 350 m, selon la nature du matériau transporté. Des dispositions d’urbanisme peuvent être préconisées en conséquence.

## Toponymie
Le nom de la localité est attesté sous les formes Ruberidum en 862 ; Rubridum vers 1080 ; Rivereium vers 1250 ; Rouvrayum Sancti Dionysii en 1626 ; Rouvray les Chaumes en 1793.
De *robur-etum « ensemble de chênes rouvres ».
Saint-Denis est un hagiotoponyme de plusieurs localités, donné d'après saint Denis (Denis de Paris), premier évêque de Paris.

## Histoire

### Moyen Âge

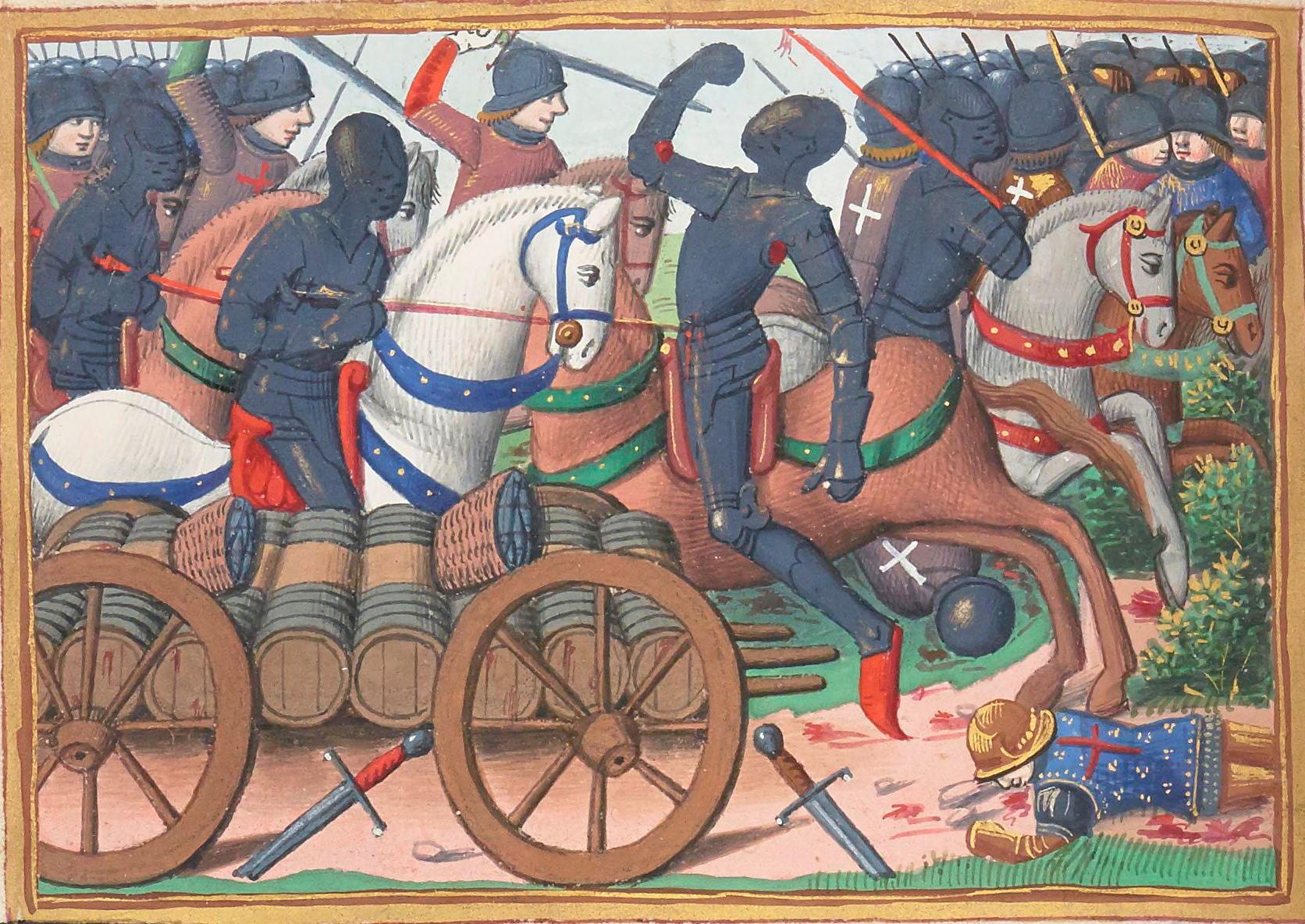
Journée des Harengs (Enluminure, XVe siècle, BnF)

Le 12 février 1429 eut lieu la bataille militaire dite « Journée des Harengs » qui vit la défaite des Français alliés aux Écossais face aux Anglais qui assiégeaient la ville d'Orléans.

### Époque moderne
Le château d'Arbouville est reconstruit en 1715. Il sera rasé en 1871.

### Époque contemporaine

#### XXesiècle
La commune fut la plus sinistrée du département d'Eure-et-Loir, lors des combats de la Campagne de France qui eurent lieu le 16 juin 1940[réf. nécessaire].

## Politique et administration

### Liste des maires
| Période      | Période  | Identité    | Étiquette | Qualité |
| ------------ | -------- | ----------- | --------- | ------- |
| janvier 2025 | En cours | Pascal Reau |           |         |

| Période                                  | Période       | Identité             | Étiquette | Qualité     |
| ---------------------------------------- | ------------- | -------------------- | --------- | ----------- |
| Les données manquantes sont à compléter. |               |                      |           |             |
| 1912                                     | 1929          | Léon Sevestre        | SE        | agriculteur |
| 1929                                     |               | André Legrand        | SE        | agriculteur |
|                                          | mai 1953      | André Pomereau       | SE        | employé     |
| mai 1953                                 | mars 1983     | René Pichot          | SE        | agriculteur |
| mars 1983                                | mars 1989     | Henri Sevestre       | SE        | agriculteur |
| mars 1989                                | mars 2001     | Benoît Pichot        | SE        | agriculteur |
| mars 2001                                | mars 2014     | Jean-Jacques Germain | SE        | ingénieur   |
| mars 2014                                | juillet 2020  | Victor Pichot        | SE        | agriculteur |
| juillet 2020                             | décembre 2024 | Pascal Reau          |           |             |

## Population et société

### Démographie
L'évolution du nombre d'habitants est connue à travers les recensements de la population effectués dans la commune depuis 1793. Pour les communes de moins de 10 000 habitants, une enquête de recensement portant sur toute la population est réalisée tous les cinq ans, les populations de référence des années intermédiaires étant quant à elles estimées par interpolation ou extrapolation. Pour la commune, le premier recensement exhaustif entrant dans le cadre du nouveau dispositif a été réalisé en 2005.

En 2022, la commune comptait 345 habitants, en évolution de −21,41 % par rapport à 2016 (Eure-et-Loir : −0,23 %, France hors Mayotte : +2,11 %).
| 1793 | 1800 | 1806 | 1821 | 1831 | 1836 | 1841 | 1846 | 1851 |
| ---- | ---- | ---- | ---- | ---- | ---- | ---- | ---- | ---- |
| 616  | 664  | 656  | 675  | 693  | 682  | 663  | 701  | 685  |

| 1856 | 1861 | 1866 | 1872 | 1876 | 1881 | 1886 | 1891 | 1896 |
| ---- | ---- | ---- | ---- | ---- | ---- | ---- | ---- | ---- |
| 719  | 688  | 721  | 640  | 655  | 638  | 597  | 601  | 520  |

| 1901 | 1906 | 1911 | 1921 | 1926 | 1931 | 1936 | 1946 | 1954 |
| ---- | ---- | ---- | ---- | ---- | ---- | ---- | ---- | ---- |
| 527  | 505  | 480  | 425  | 431  | 447  | 421  | 415  | 433  |

| 1962 | 1968 | 1975 | 1982 | 1990 | 1999 | 2005 | 2006 | 2010 |
| ---- | ---- | ---- | ---- | ---- | ---- | ---- | ---- | ---- |
| 385  | 358  | 308  | 309  | 326  | 360  | 406  | 413  | 465  |

| 2015 | 2020 | 2022 | - | - | - | - | - | - |
| ---- | ---- | ---- | - | - | - | - | - | - |
| 441  | 343  | 345  | - | - | - | - | - | - |

### Enseignement
- École primaire :
  - Cinq classes.
  - Regroupement pédagogique inter-communal de Fresnay-l'Évêque - Rouvray-Saint-Denis.
  - Syndicat scolaire de Janville - Toury.
  - Académie d'Orléans-Tours.

## Économie

### Agriculture
Céréales, betteraves, pommes de terre, colza.

### Industrie
- La société Raigi, spécialiste des matières plastiques, à Arbouville[27].

### Énergie éolienne

#### Parc du Bois Cheneau
Dans la commune et les communes voisines de Barmainville et Rouvray-Saint-Denis, la société Futuren met en service en août 2009 cinq turbines Enercon E82 d'une puissance de 2 MW chacune, cumulant une puissance totale de 10 MW.

#### Parc du Grand Camp
Implanté également sur les communes voisines de Barmainville, Neuvy-en-Beauce et Oinville-Saint-Liphard, le parc éolien du Grand Camp, mis en service en septembre 2010 par Boralex, réunit 5 turbines Enercon E82 d'une puissance de 2 MW chacune, totalisant une puissance de 10 MW.

## Culture locale et patrimoine

### Lieux et monuments

#### Église paroissialeSaint-Denis
Datée des XIIe et XIIIe siècles, elle réunit les mobiliers suivants :
- La Descente de Croix, XVIe siècle. Haut-relief. Bois taillé. Hauteur : 89 cm. Largeur : 47 cm. La Descente de Croix est classée au titre des monuments historiques le 4 février 1928[29].
- 1re cloche (1741), bronze. Cloche refondue en 1963. L'ancienne cloche, bien qu'endommagée par les bombardements de 1940, est classée au titre des monuments historiques le 2 juin 1943[30].
- 2e cloche (1871), bronze. Elle remplace une cloche précédente remontant à 1571 qui avait déjà été refondue en 1789, puis cassée à la Révolution en 1793.
- Ensemble de trois retables en bois sculpté et peint (XVIIIe siècle).
- Ensemble de quatre tableaux : Martyre de Saint Denis, Résurrection, Nativité, Assomption. Un 5e tableau représentant l'Annonciation fut détruit en 1940 par les bombardements.
- Baptistère, situé du côté nord au niveau de la nef (1943).

En 2023, la Fondation du patrimoine relaie un appel de fonds en cours pour la restauration du clocher.

Église Saint-Denis
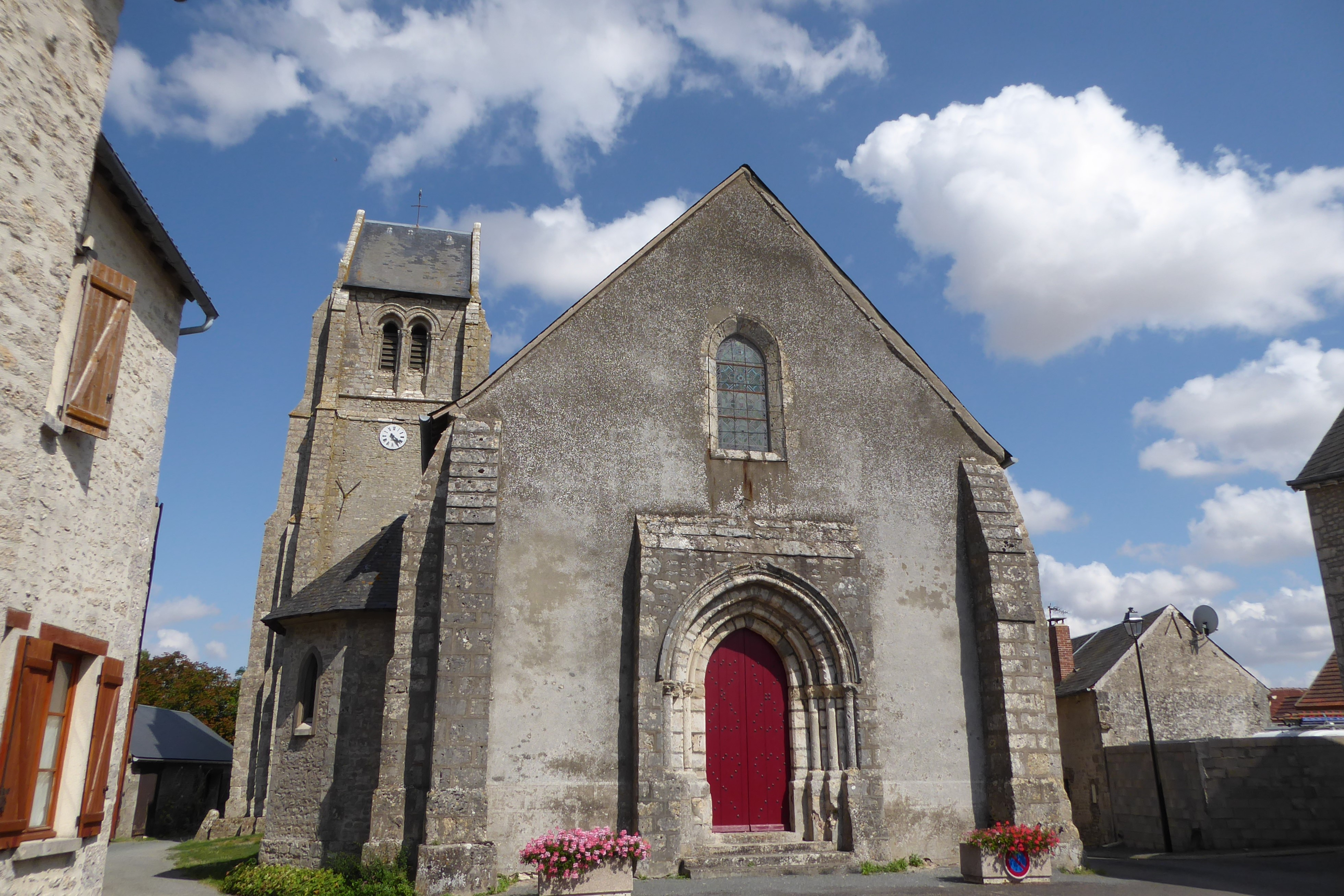
Façade ouest.
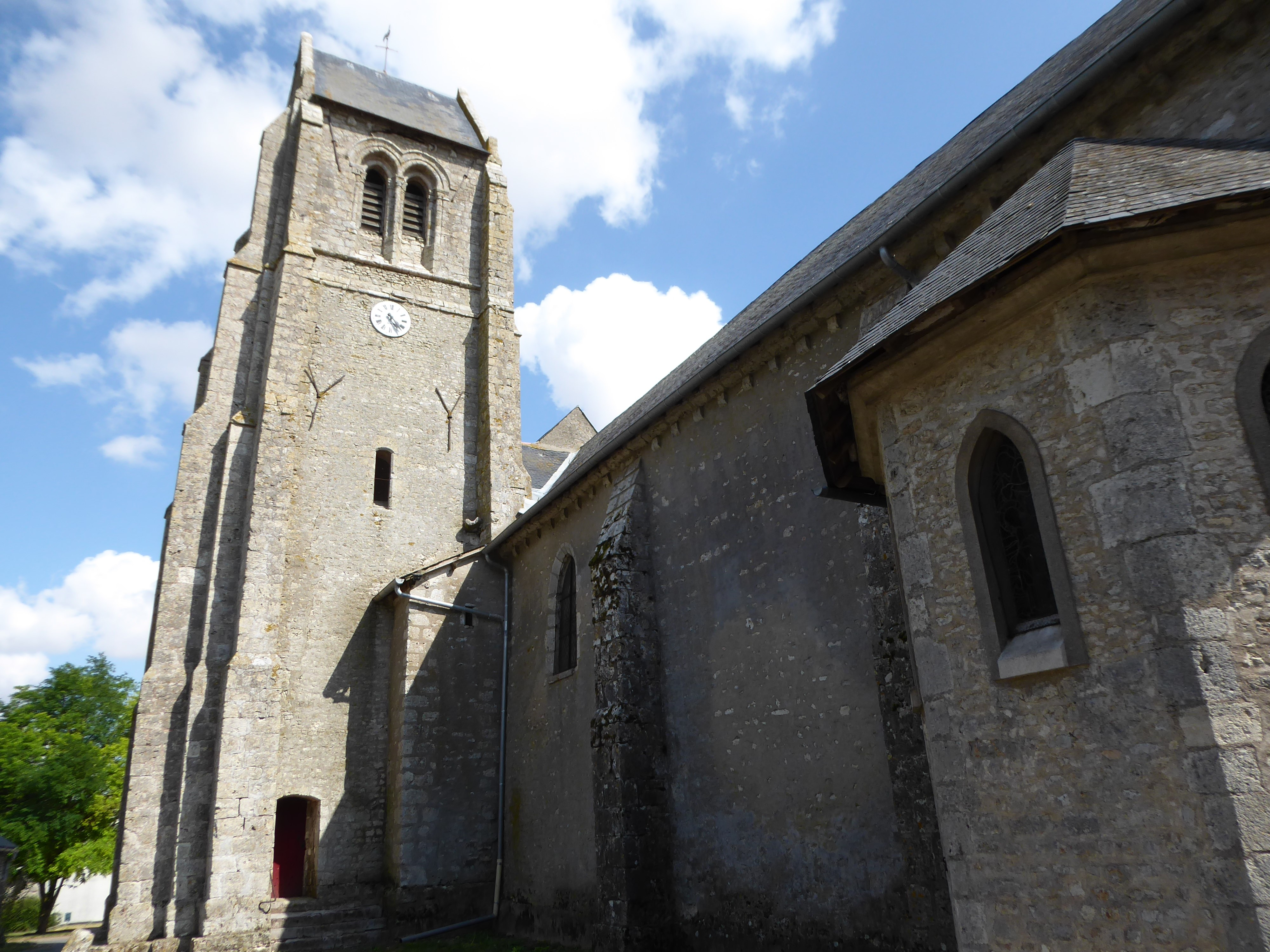
Clocher.
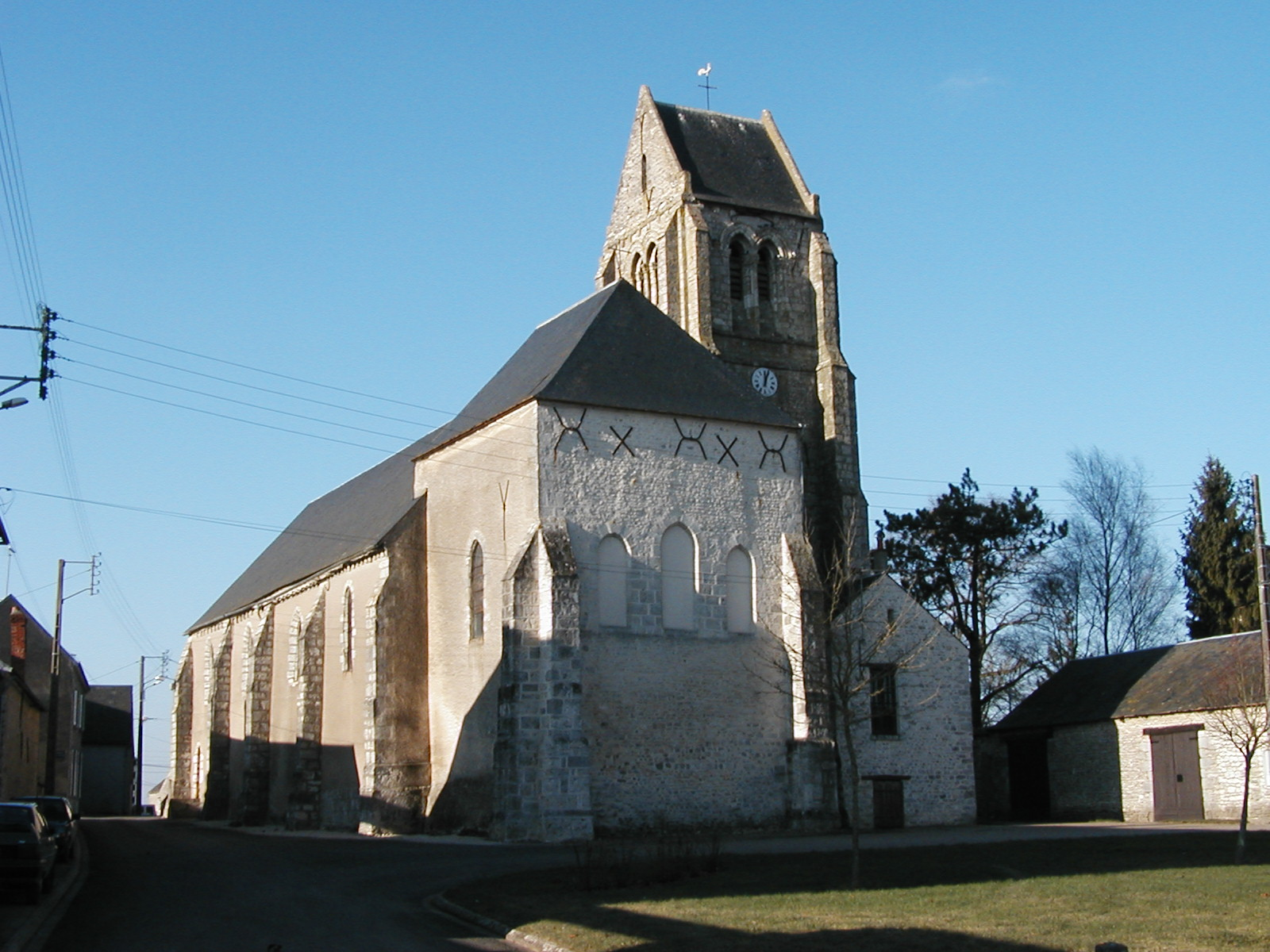
Chevet.

#### Cimetière et monument aux morts

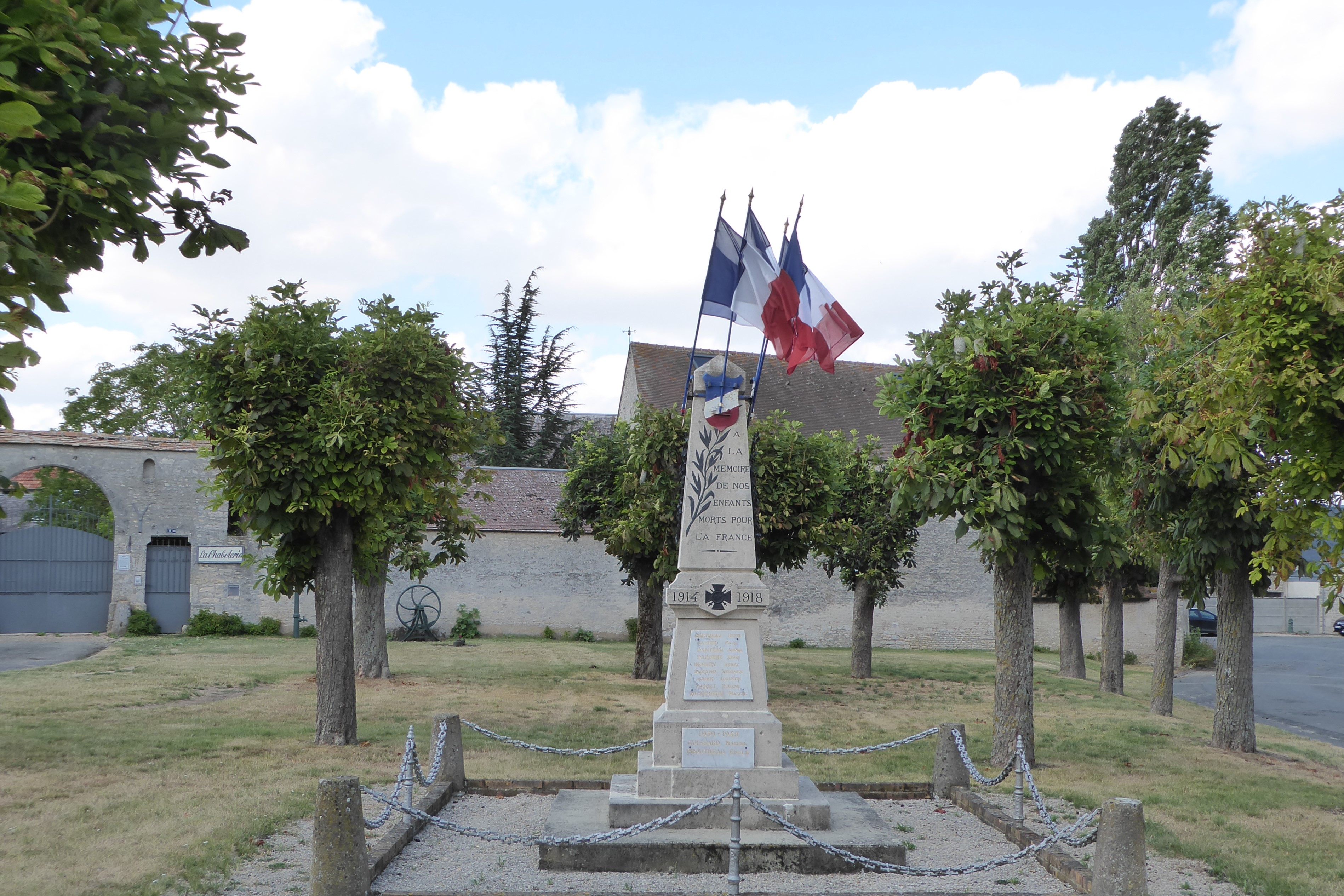
Monument aux morts.

L'ancien cimetière était situé juste derrière le chevet de l'église (1851). Aujourd'hui, s'y trouve le monument aux morts.

#### ChapelleNotre-Dame de Lorette

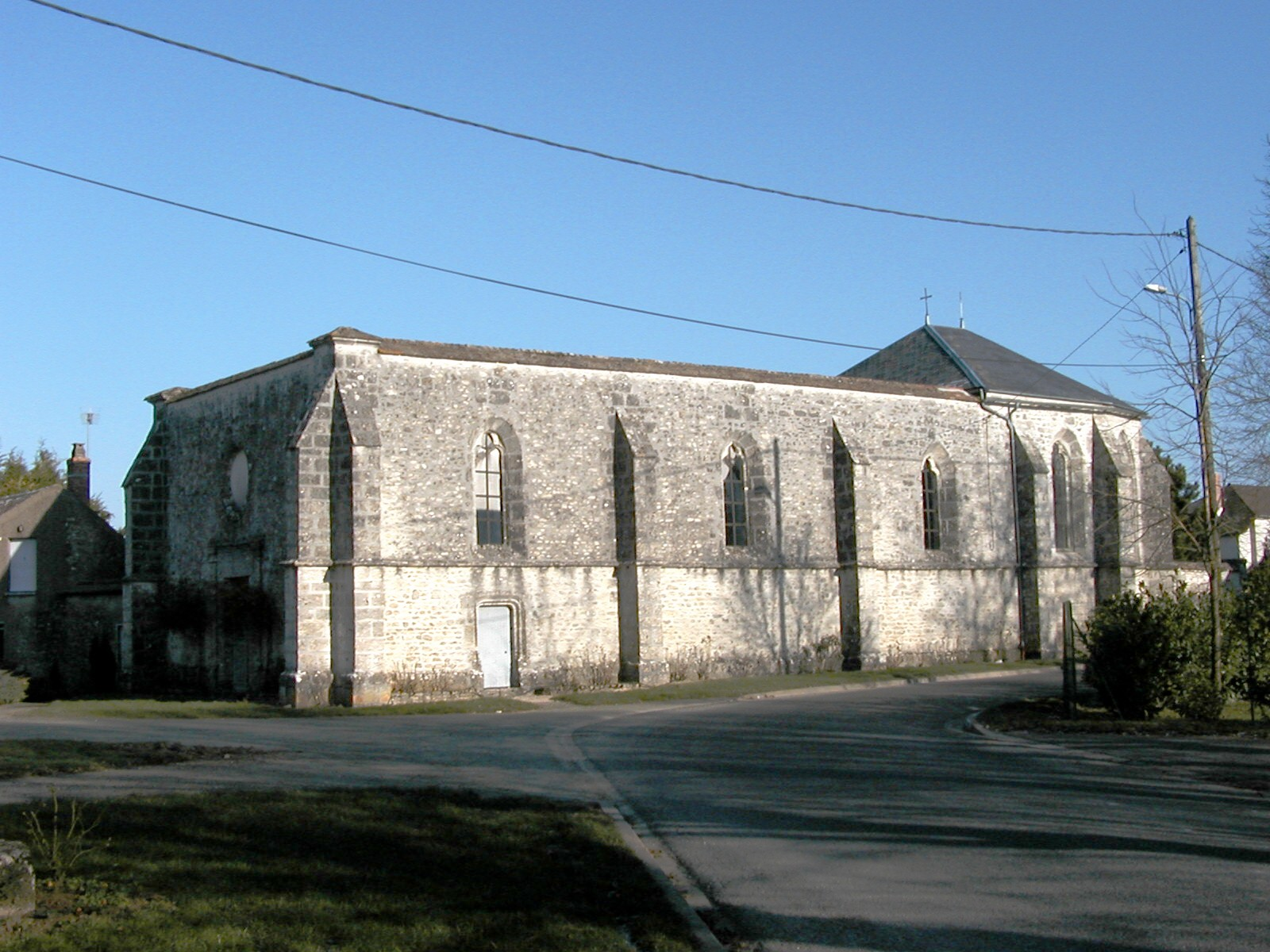
Chapelle Notre-Dame de Lorette d'Arbouville.

À Arbouville se trouve l'ancienne chapelle seigneuriale (XVIe siècle).
- Souterrain annulaire, dont l'accès se fait par un caveau funéraire.
- Quatre pierres tombales, dressées dans la nef contre le mur sud (XVIe et XVIIIe siècles).

#### Vestiges des communs de l'ancien château d'Arbouville
Maison du garde, écuries et traces des anciens fossés, toujours visibles rue Saint-Denis (XVIIIe siècle).

### Personnalités liées à la commune
- Jean Stuart de Derneley ou John Stewart of Darnley (1365 – 1429), noble écossais, comte de Derneley et d'Évreux, connétable d'Écosse, seigneur d'Aubigny-sur-Nère et de Concressault. Il périt avec son frère Guillaume Stuart de Derneley lors de la bataille des Harengs qui eut lieu au sud-ouest du village, le 12 février 1429.